# Cratere Lev
Lev è un piccolo cratere lunare di 0,06 km situato nella parte nord-orientale della faccia visibile della Luna.